# Вёрниц
Вёрниц (нем. Wörnitz) — община в Германии, в земле Бавария.
Подчиняется административному округу Средняя Франкония. Входит в состав района Ансбах. Население составляет 1632 человека (на 31 декабря 2010 года). Занимает площадь 24,45 км².
Название поселения происходит от названия реки Вёрниц.
Коммуна подразделяется на 4 сельских округа.

## Население
По оценке на 31 декабря 2015 года население общины Вёрниц составляет 1772 чел. 

| Дата      | 1840 | 1871 | 1900 | 1925 | 1939 | 1950 | 1961 | 1970 | 1987 | 2011 |
| --------- | ---- | ---- | ---- | ---- | ---- | ---- | ---- | ---- | ---- | ---- |
| Население | 1161 | 1124 | 1081 | 1034 | 955  | 1210 | 946  | 972  | 1138 | 1670 |

| Год       | 1960 | 1970 | 1980 | 1990 | 2000 | 2009 | 2010 | 2011 | 2012 | 2013 | 2014 | 2015 |
| --------- | ---- | ---- | ---- | ---- | ---- | ---- | ---- | ---- | ---- | ---- | ---- | ---- |
| Население | 908  | 969  | 1015 | 1304 | 1633 | 1610 | 1632 | 1694 | 1701 | 1712 | 1763 | 1772 |